# 黒澤楽器店
黒澤楽器店（くろさわがっきてん、英: T.KUROSAWA & CO.,LTD.）は、日本の楽器小売店である。「クロサワ楽器」の屋号で店舗展開している。

## 概要
東京を中心に13の店舗と2つの卸営業所（東京・大阪）を構えている。

## 沿革
- 1957年 - 黒澤常三郎（現オーナー）により創業。
- 1960年 - クラシックギター製作を学ぶため単身でスペインへ渡る。帰国後クロサワブランドのギター生産を開始し、卸営業を行う。
- 1967年5月 - 株式会社黒澤楽器店を設立。池袋に1号店をオープン。
- 1970年 - 渋谷、新宿、お茶の水に楽器店を続々とオープン。
- 1972年 - ロサンゼルスに進出し、駐在事務所を設立。
- 1974年 - 大阪営業所を設立、卸業務を全国へ広げる。
- 1976年 - ニューヨークに駐在事務所を設立。
- 1986年
  - 8月 - マンハッタンにアメリカ現地法人の総合楽器店DR.SOUND をオープン。
  - 11月 - 池袋東口に本社ビル完成。
- 1987年 - スポーツ用品の販売を開始し、神田にスポーツ専門店K.BOXをオープン。
- 1989年
  - 1月 - C.F.マーティン社とマーティンギター日本総代理店契約を締結。
  - 4月 - マーティンクラブジャパンを設立。マーティンギターを中心とした専門店の新大久保本店がオープン
- 1990年 - 輸入ブランドの代理店業務や自社ブランドの開発に着手する。
- 1998年 - 初のマーティンクラブコンサートを開催。
- 2000年 - エレキベースMTDやZONを初めとした有名ブランドの輸入代理店業務に力を注ぐ。
- 2000年 - バイオリン専門店を、新大久保とお茶の水にオープン。
- 2002年 - 初の郊外店である横浜店を横浜モアーズ内にオープン。
- 2004年 - マーティンクラブジャパン主催のマーティンギターショー及びコンサートの全国ツアーがスタート。渋谷バイオリン本店がオープン。
- 2005年 - 管楽器専門店のクロサワウインド御茶の水店がオープン。
- 2006年 - エレキブランドG&L やDEAN の輸入総代理店となる。同年9月、町田モディ内に町田店がオープン。
- 2007年
  - 6月 - 豊島区高田に本社が移転
  - 12月、お茶の水にG-CLUB東京がオープン。
- 2009年5月 - 渋谷に大型ギター専門店のG-CLUB渋谷がオープン。
- 2011年 - 創業55年を記念し、「エリック・クラプトン&スティーブ・ウィンウッド・ジャパンツアー2011」のメインスポンサーとなる。
- 2012年
  - 2月 - 大阪梅田にバイオリン専門店がオープン、
  - 5月 - 総合楽器の大型店 御茶ノ水駅前店がオープン。